# 阿布斯普林斯 (佛羅里達州)
阿布斯普林斯（英語：Abe Springs）是位於美國佛羅里達州卡爾霍恩縣的一個非建制地區。該地的面積和人口皆未知。

## 地理
阿布斯普林斯的座標為30°21′57″N 85°08′51″W / 30.36583°N 85.14750°W，而該地的平均海拔高度為28米（即95英尺）。